# Hatfield (Hertfordshire)
Hatfield é uma cidade e paróquia civil em Hertfordshire, Inglaterra, no bairro de Welwyn Hatfield [en]. Tinha uma população de 29.616 habitantes em 2001, 39.201 no censo de 2011, e 41.265 no censo de 2021. O povoado é de origem saxônica. A Hatfield House, residência do Marquês de Salisbury, forma o núcleo da cidade antiga. Desde a década de 1930, quando a de Havilland abriu uma fábrica, até a década de 1990, quando a British Aerospace a fechou, o projeto e a fabricação de aeronaves empregaram mais pessoas do que qualquer outro setor. Hatfield foi uma das New Towns do pós-guerra construídas ao redor de Londres e tem muita arquitetura modernista do período. A Universidade de Hertfordshire está sediada lá.
Hatfield fica a 30 quilômetros ao norte de Londres, ao lado da autoestrada A1(M), e tem trens diretos para a estação ferroviária King's Cross de Londres, a estação ferroviária St Pancras de Londres, Finsbury Park e Moorgate. Houve um grande aumento no número de passageiros que trabalham em Londres e que se mudam para a área.
Em 2022, o especialista em propriedades da TV, Phil Spencer, nomeou Hatfield como o segundo melhor lugar para se viver para quem viaja regularmente para Londres, com base nos tempos de trem, nos preços das casas e nas atrações da cidade.
Em 2024, a World Bucket List nomeou Hatfield como o quinto lugar mais chato do mundo.

## História
No início do século X, Hatfield pertencia a um vir potens (homem poderoso) chamado Ordmær e sua esposa Ealde, que pode ter sido o avô do Rei Eduardo, o Mártir. Em algum momento entre 932 e 956, ele trocou a cidade por terras em Devon com Æthelstan Half-King, que as deu a seus filhos. O rei Edgar se apoderou das terras quando se tornou rei em 959, alegando que Ordmær e Ealde as haviam legado a ele, mas os filhos de Æthelstan as recuperaram após a morte de Edgar. Hatfield está registrada no Domesday Book de 1086 como propriedade da Abadia de Ely e, excepcionalmente, os dados originais do censo que os compiladores do Domesday usaram sobreviveram, o que nos dá um pouco mais de informações do que no registro final do Domesday. Nenhum outro registro permanece até 1226, quando Henrique III concedeu aos bispos de Ely direitos a uma feira anual de quatro dias e a um mercado semanal. A cidade era então chamada de Bishop's Hatfield.
A Hatfield House é a sede da família Cecil, os Marqueses de Salisbury [en]. Elizabeth Tudor ficou confinada lá por três anos no que hoje é conhecido como The Old Palace in Hatfield Park. Diz a lenda que ela soube aqui de sua ascensão como rainha em 1558, enquanto estava sentada sob um carvalho no parque. Ela realizou seu primeiro Conselho no Great Hall (The Old Palace) de Hatfield. Em 1851, a rota da Great North Road (atualmente a A1000) foi alterada para evitar o corte do terreno da Hatfield House.

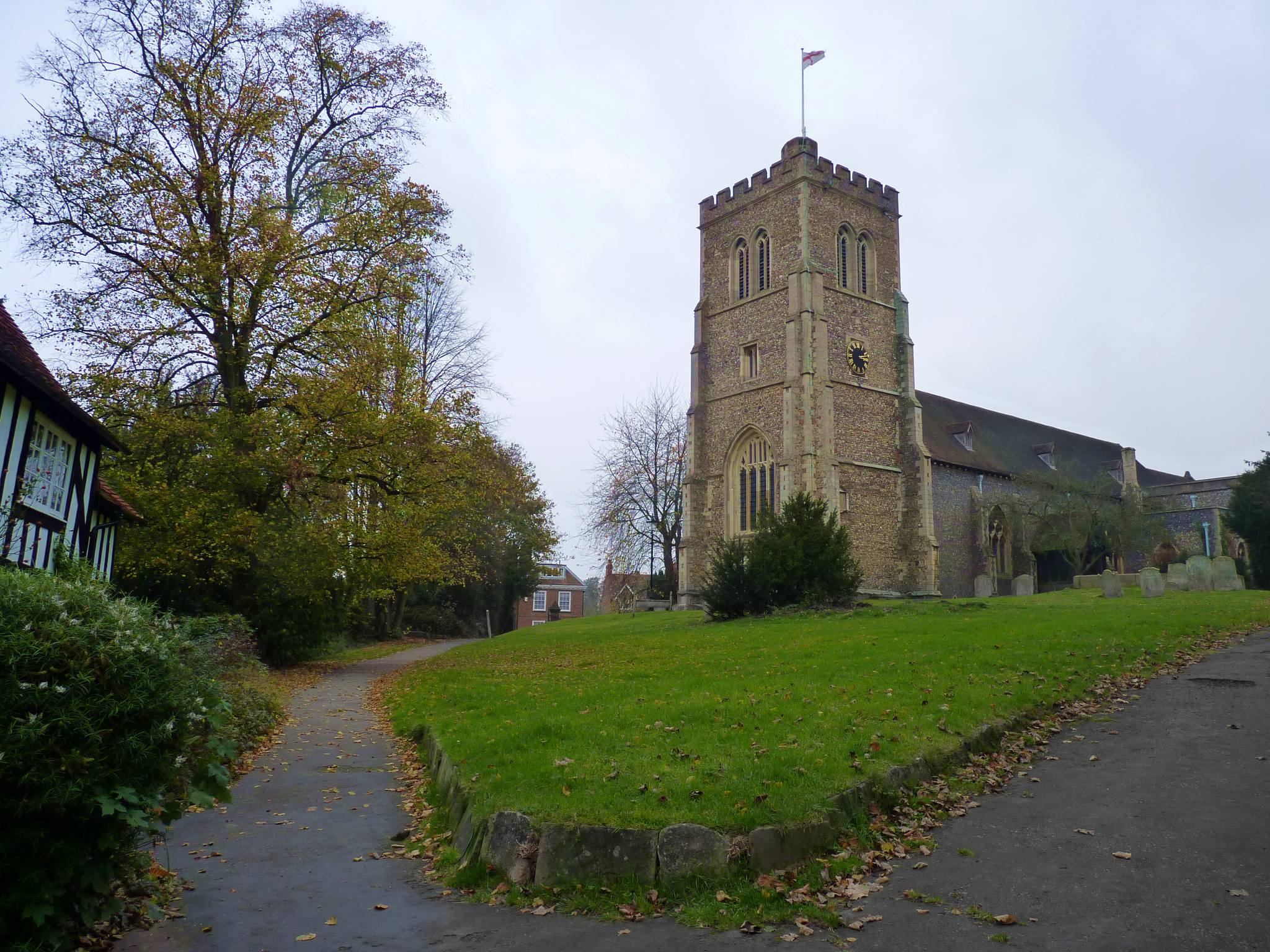
Igreja de St. Etheldreda em Old Hatfield.

A cidade cresceu em torno dos portões da Hatfield House. Old Hatfield mantém muitos edifícios históricos, principalmente o Old Palace, a Igreja de Santa Etheldreda e a Hatfield House. O Old Palace foi construído pelo Bispo de Ely, Cardeal Morton, em 1497, durante o reinado de Henrique VII, e a única ala remanescente ainda é usada para banquetes no estilo elisabetano.
A Igreja de St. Etheldreda [en] foi fundada pelos monges de Ely, e a primeira igreja de madeira, construída em 1285, estava provavelmente localizada onde o prédio atual se encontra, com vista para a cidade antiga.
A igreja de St. Etheldreda, bem situada no topo da colina, contém um arco redondo inglês primitivo com moldagem em dente de cachorro, mas o restante é decorado e perpendicular e amplamente restaurado. A capela ao norte da capela-mor é conhecida como Capela de Salisbury e foi construída por Robert Cecil, 1º Conde de Salisbury, que foi enterrado aqui. Ela apresenta uma combinação de estilos clássico e gótico. Em uma parte privada do pátio da igreja está enterrado, entre outros membros da família, Robert Gascoyne-Cecil, 3º Marquês de Salisbury.

### Indústria aeroespacial

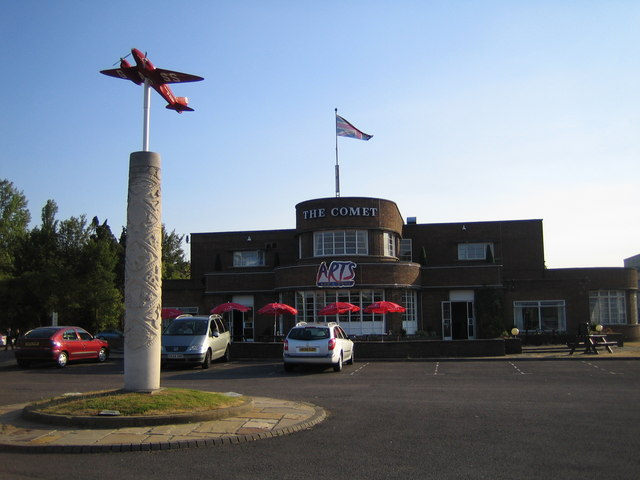
Comet; o entalhe do pilar é de Eric Kennington; a aeronave não é a original

Em 1930, o campo de aviação e a fábrica de aeronaves de Havilland foram inaugurados em Hatfield e, em 1949, a empresa se tornou a maior empregadora da cidade, com quase 4.000 funcionários. A empresa foi adquirida pela Hawker Siddeley em 1960 e incorporada à British Aerospace em 1978. Na década de 1930, a empresa produziu uma série de pequenos biplanos. Durante a Segunda Guerra Mundial, produziu o caça-bombardeiro Mosquito e desenvolveu o Vampire, o segundo avião a jato de produção britânica depois do Gloster Meteor. Após a guerra, as instalações foram ampliadas e a empresa desenvolveu o avião Comet (o primeiro avião a jato de produção do mundo), o avião Trident e um dos primeiros jatos particulares, o DH125.
A British Aerospace fechou as instalações de Hatfield em 1993, após transferir a linha de produção do BAe 146 para o aeródromo de Woodford. O terreno foi usado como set de filmagem para o filme de Steven Spielberg O Resgate do Soldado Ryan e para a maior parte do drama de televisão da BBC/HBO Band of Brothers. Posteriormente, foi desenvolvido para habitação, ensino superior, comércio e varejo.
Hoje, a história da aviação de Hatfield é lembrada pelos nomes de algumas ruas e pubs locais (por exemplo, Comet Way, The Airfield, Dragon Road), bem como pelo The Comet Hotel (agora de propriedade da Ramada), construído na década de 1930. O Harrier Pub (antigo The Hilltop) tem, na verdade, o nome do pássaro Harrier, não da aeronave, daí a placa original do pub mostrando o pássaro. O de Havilland Aircraft Heritage Centre, em Salisbury Hall, próximo de London Colney, preserva e exibe muitos aviões históricos de Havilland e arquivos relacionados.

### Nova cidade

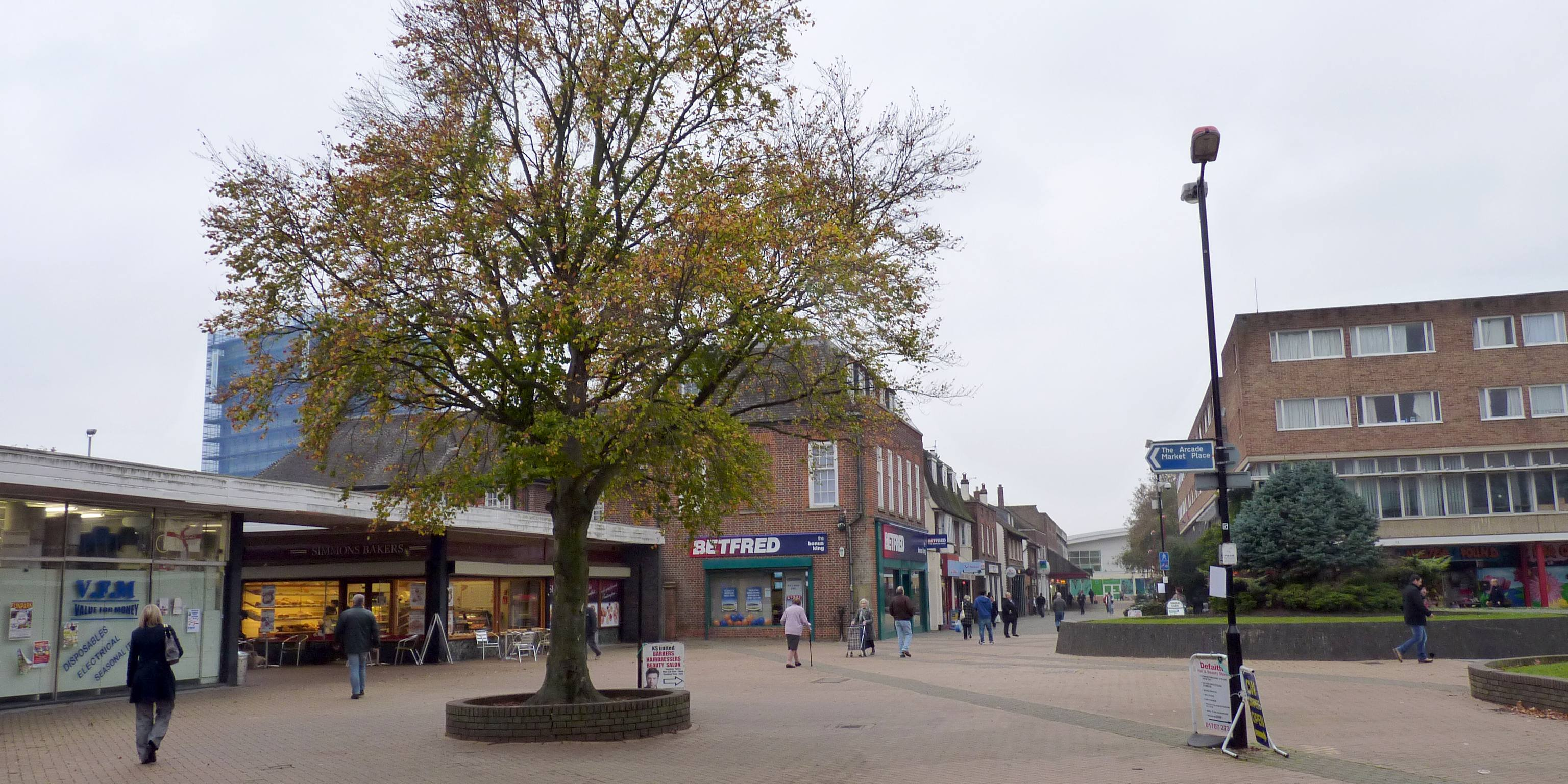
Centro da Cidade Nova de Hatfield, olhando para o oeste ao longo de seu eixo.

O Plano Abercrombie para Londres, de 1944, propôs uma Cidade Nova em Hatfield. Ela foi designada no Ato das Cidades Novas de 1946 (9 & 10 Geo. 6. c. 68), fazendo parte do grupo inicial de Hertfordshire com as vizinhas Stevenage, Welwyn Garden City [en] e Hemel Hempstead [en]. O governo alocou 2.340 acres (9,5 km2) para a Hatfield New Town, com uma meta de população de 25.000 habitantes. Em 2001, a população havia chegado a 27.833. A Hatfield Development Corporation, encarregada de criar a New Town, optou por construir um novo centro da cidade, rejeitando Old Hatfield porque estava do lado errado da ferrovia, sem espaço para expansão e “com seu caráter íntimo de vilarejo, fora de escala com a cidade que teria de servir”. Em vez disso, eles escolheram St Albans Road na rota de ônibus leste-oeste da cidade. Foi planejado um padrão viário que não oferecia a tentação de o tráfego de passagem pegar atalhos pela cidade e que permitia que o tráfego local se movesse rapidamente.
Hatfield mantém as características da New Town, incluindo grande parte da arquitetura modernista da década de 1950 e as árvores e espaços abertos delineados no projeto original. A partir de 2017, foi planejada uma reforma do centro da cidade.

## Governo

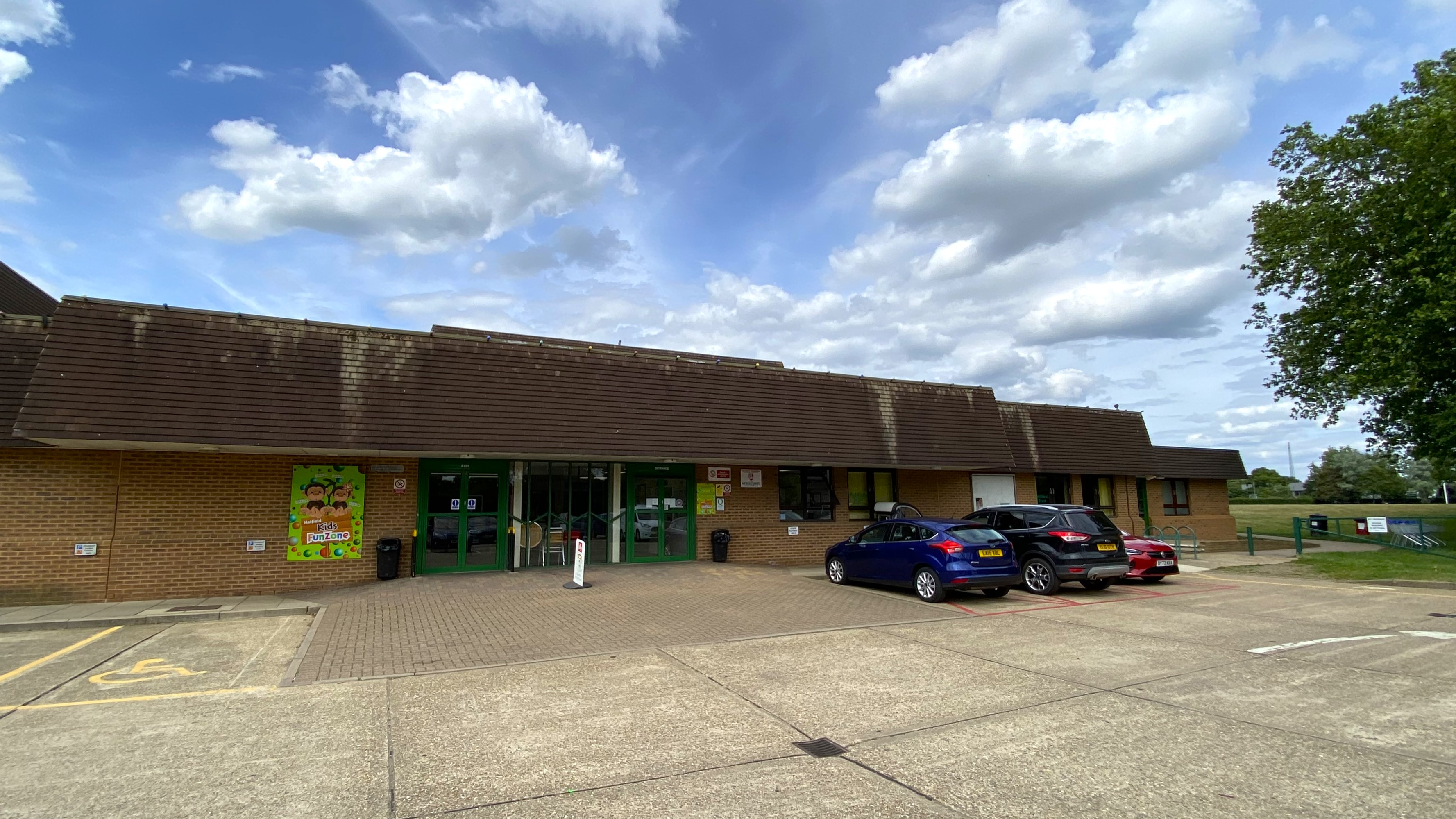
Centro de Lazer Birchwood: Centro de lazer combinado e sede do conselho municipal.

Há três níveis de governo local que abrangem Hatfield, em nível de paróquia, distrito e condado: Hatfield Town Council, Welwyn Hatfield Borough Council e Hertfordshire County Council. O Conselho Municipal de Hatfield tem seus escritórios e local de reunião no Birchwood Leisure Centre, em Longmead. Atualmente, o conselho municipal de Hatfield está sob uma administração trabalhista liderada pelo Cllr Larry Crofton.

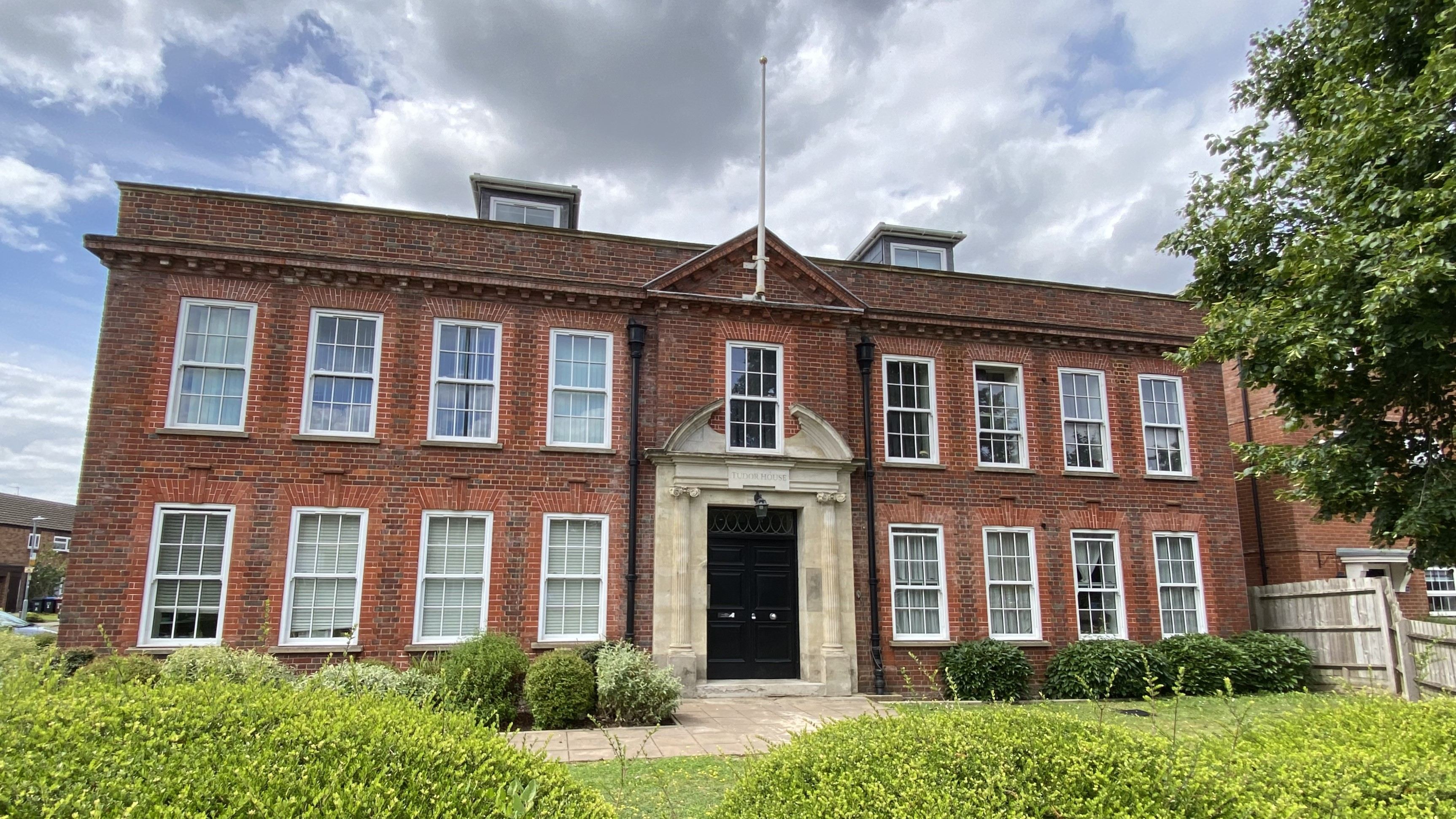
Antigos escritórios do conselho, 16 St Albans Road East

De 1894 a 1974, os dois níveis inferiores do governo local foram o Hatfield Parish Council e o Hatfield Rural District Council. O conselho do distrito rural construiu uma sede própria em 16 St Albans Road East em 1930. O conselho do distrito rural foi abolido em 1974 e seus poderes transferidos para Welwyn Hatfield.
Hatfield é geminada com a cidade portuária holandesa de Zierikzee. Hatfield faz parte do distrito eleitoral de Welwyn Hatfield, que também inclui Welwyn Garden City. O membro do parlamento (MP) de Welwyn Hatfield é Andrew Lewin, do Partido Trabalhista.

## Esporte
O Hatfield Town F.C. joga futebol fora da liga no Gosling Sports Park. O Welwyn Garden City Hockey Club é um clube de hóquei em campo sediado em Hatfield.
O Hatfield Athletic Football Club compete na Herts Senior County League e joga suas partidas em Lemsford.
A cidade tem uma piscina pública e quatro centros de esportes/lazer (dois com piscinas cobertas).

## Clima
Hatfield tem um clima oceânico (classificação climática de Köppen Cfb), como a maior parte do Reino Unido.
| Dados climáticos para Hatfield | Dados climáticos para Hatfield | Dados climáticos para Hatfield | Dados climáticos para Hatfield | Dados climáticos para Hatfield | Dados climáticos para Hatfield | Dados climáticos para Hatfield | Dados climáticos para Hatfield | Dados climáticos para Hatfield | Dados climáticos para Hatfield | Dados climáticos para Hatfield | Dados climáticos para Hatfield | Dados climáticos para Hatfield | Dados climáticos para Hatfield |
| Mês                            | Jan                            | Fev                            | Mar                            | Abr                            | Mai                            | Jun                            | Jul                            | Ago                            | Set                            | Out                            | Nov                            | Dez                            | Ano                            |
| ------------------------------ | ------------------------------ | ------------------------------ | ------------------------------ | ------------------------------ | ------------------------------ | ------------------------------ | ------------------------------ | ------------------------------ | ------------------------------ | ------------------------------ | ------------------------------ | ------------------------------ | ------------------------------ |
| Média alta °C (°F)             | 8 (46)                         | 9 (48)                         | 12 (54)                        | 14 (57)                        | 18 (64)                        | 21 (70)                        | 23 (73)                        | 23 (73)                        | 20 (68)                        | 16 (61)                        | 11 (52)                        | 8 (46)                         | 15 (59)                        |
| Média baixa °C (°F)            | 5 (41)                         | 5 (41)                         | 6 (43)                         | 8 (46)                         | 10 (50)                        | 13 (55)                        | 15 (59)                        | 16 (61)                        | 13 (55)                        | 11 (52)                        | 8 (46)                         | 5 (41)                         | 10 (50)                        |
| Média precipitação mm (pol.)   | 50.7 (1.996)                   | 39.9 (1.571)                   | 31.7 (1.248)                   | 46.2 (1.819)                   | 38.9 (1.531)                   | 46.4 (1.827)                   | 33.1 (1.303)                   | 43.6 (1.717)                   | 49.7 (1.957)                   | 70.7 (2.783)                   | 58.1 (2.287)                   | 56.9 (2.24)                    | 565.9 (22.28)                  |
| Fonte:                         |                                |                                |                                |                                |                                |                                |                                |                                |                                |                                |                                |                                |                                |

## Cultura e recreação

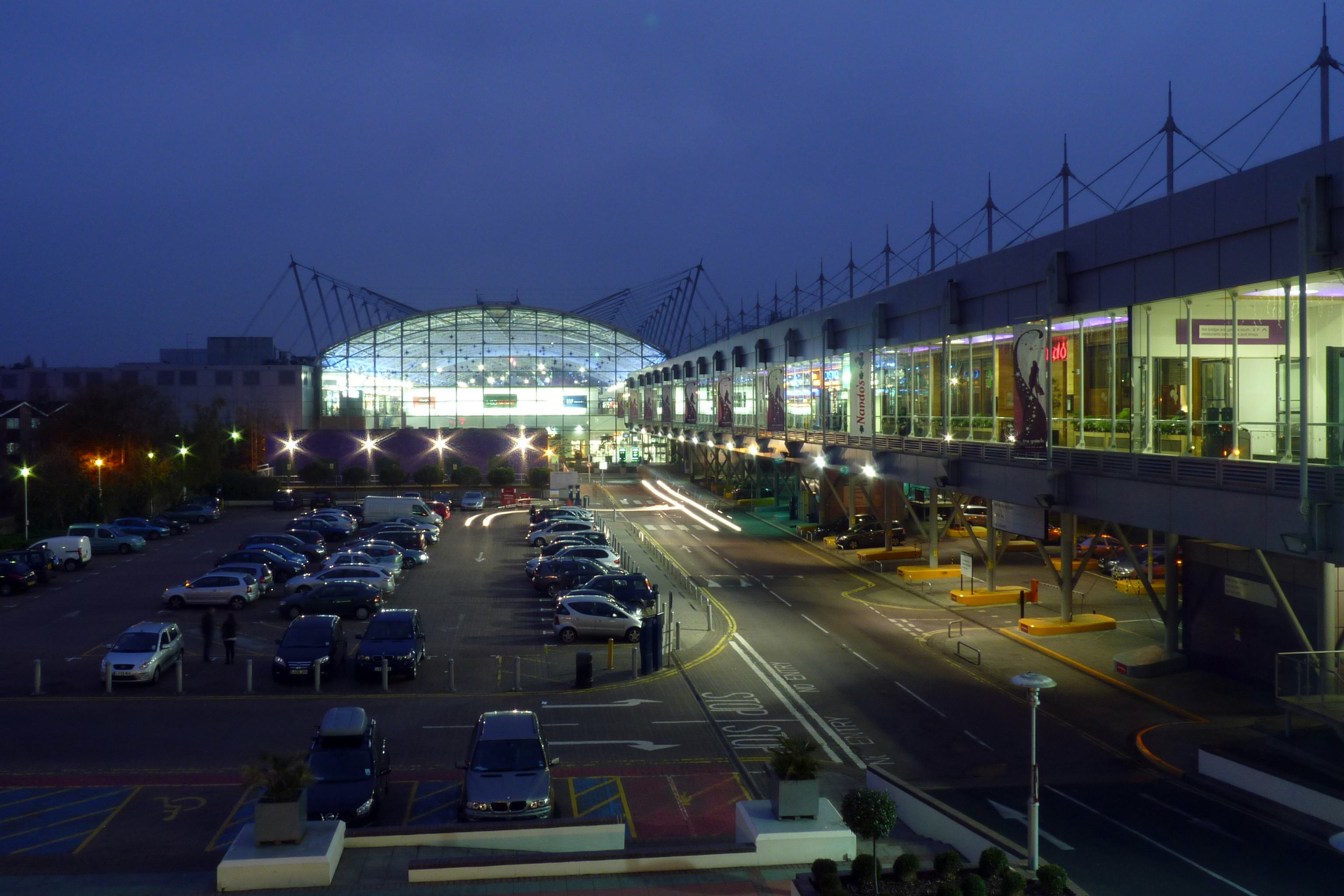
A ala sul do Galleria com a ponte de conexão à direita da fotografia, vista de sua ala norte.

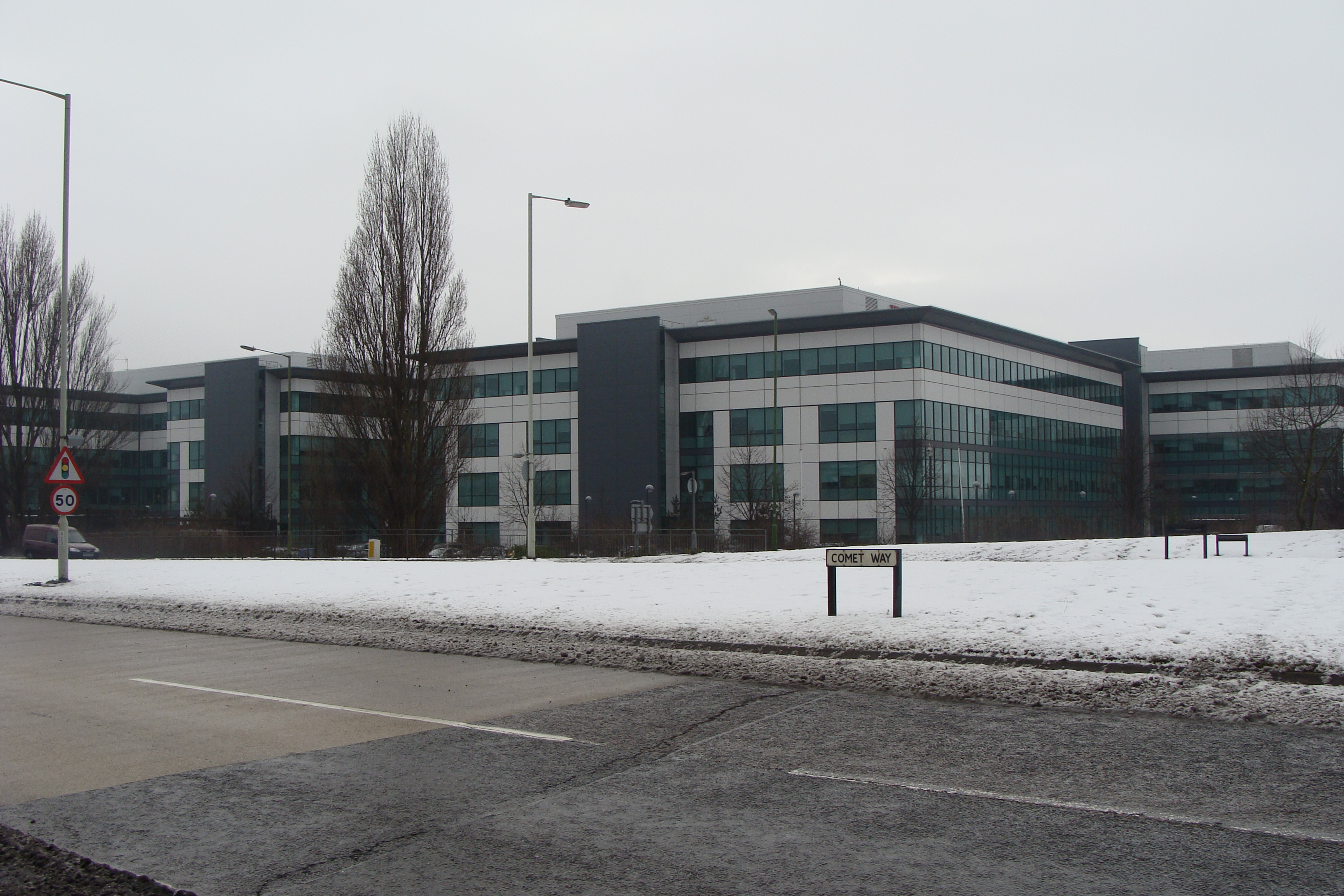
Sede da EE no Hatfield Business Park.

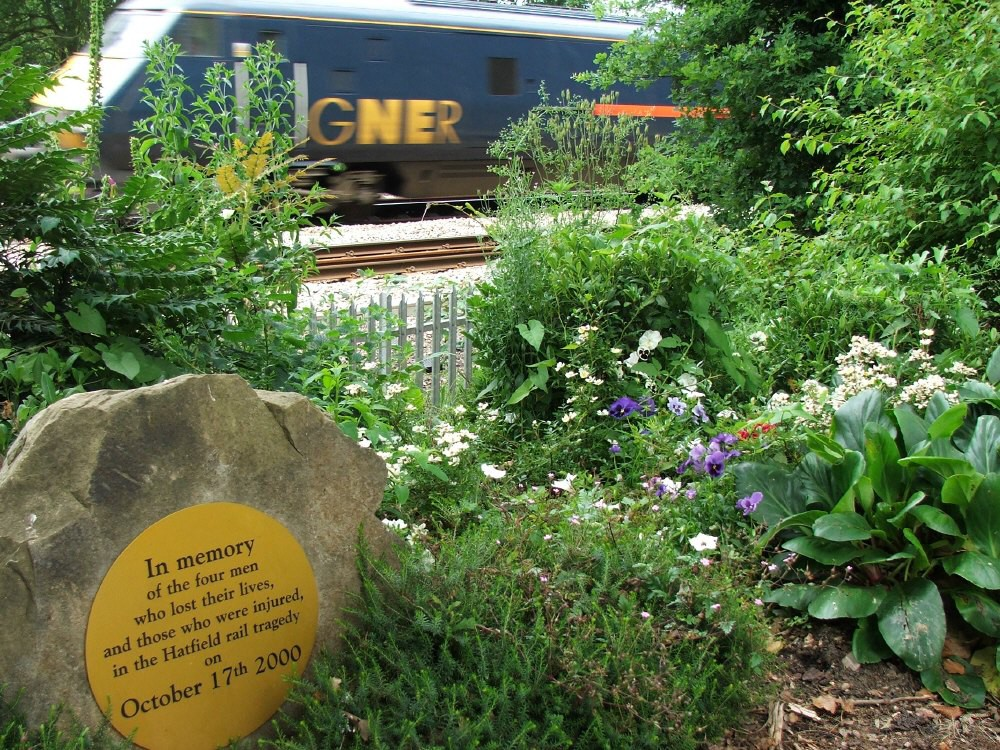
O jardim memorial construído ao lado da East Coast Main Line.

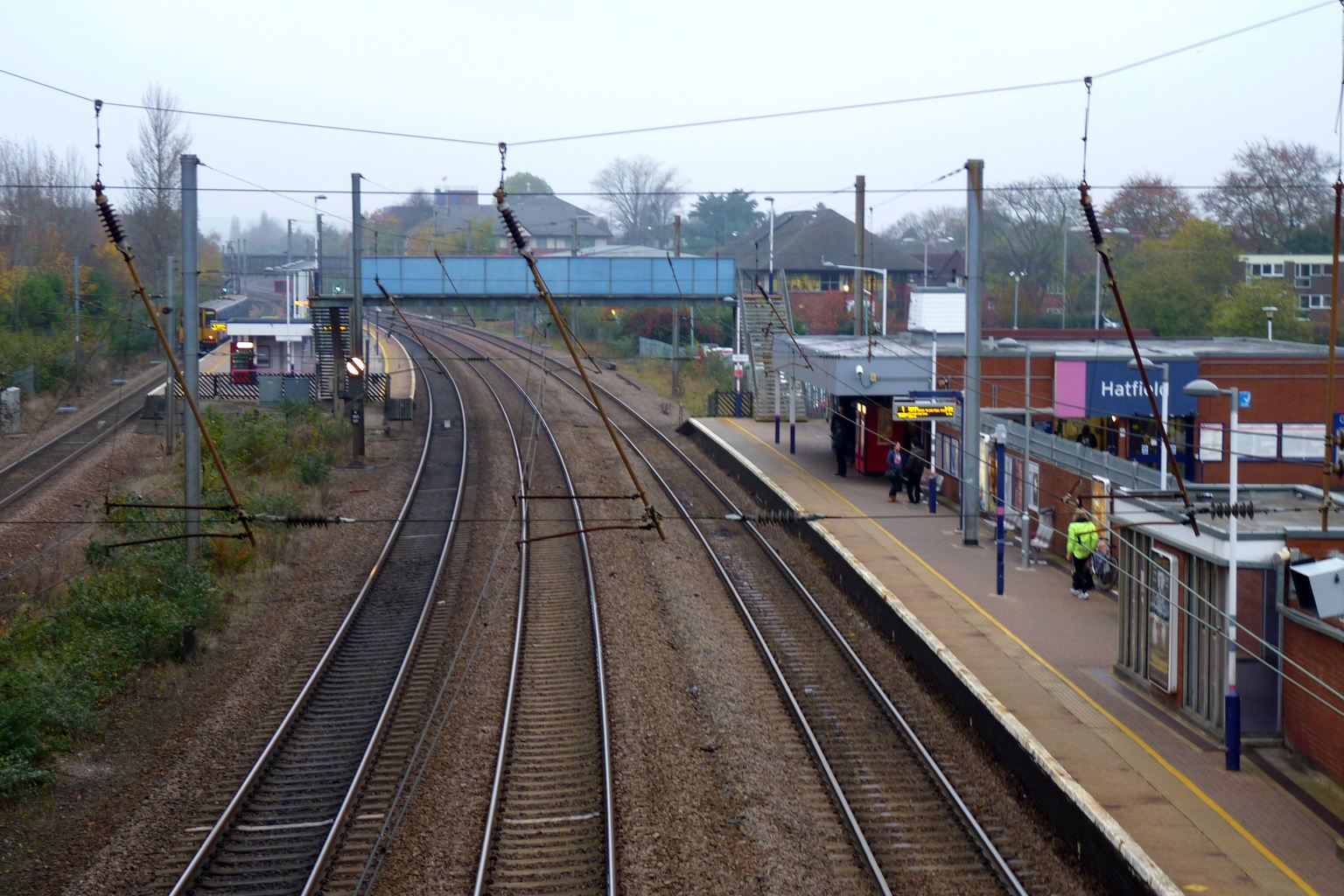
Estação ferroviária de Hatfield vista da passarela pública.

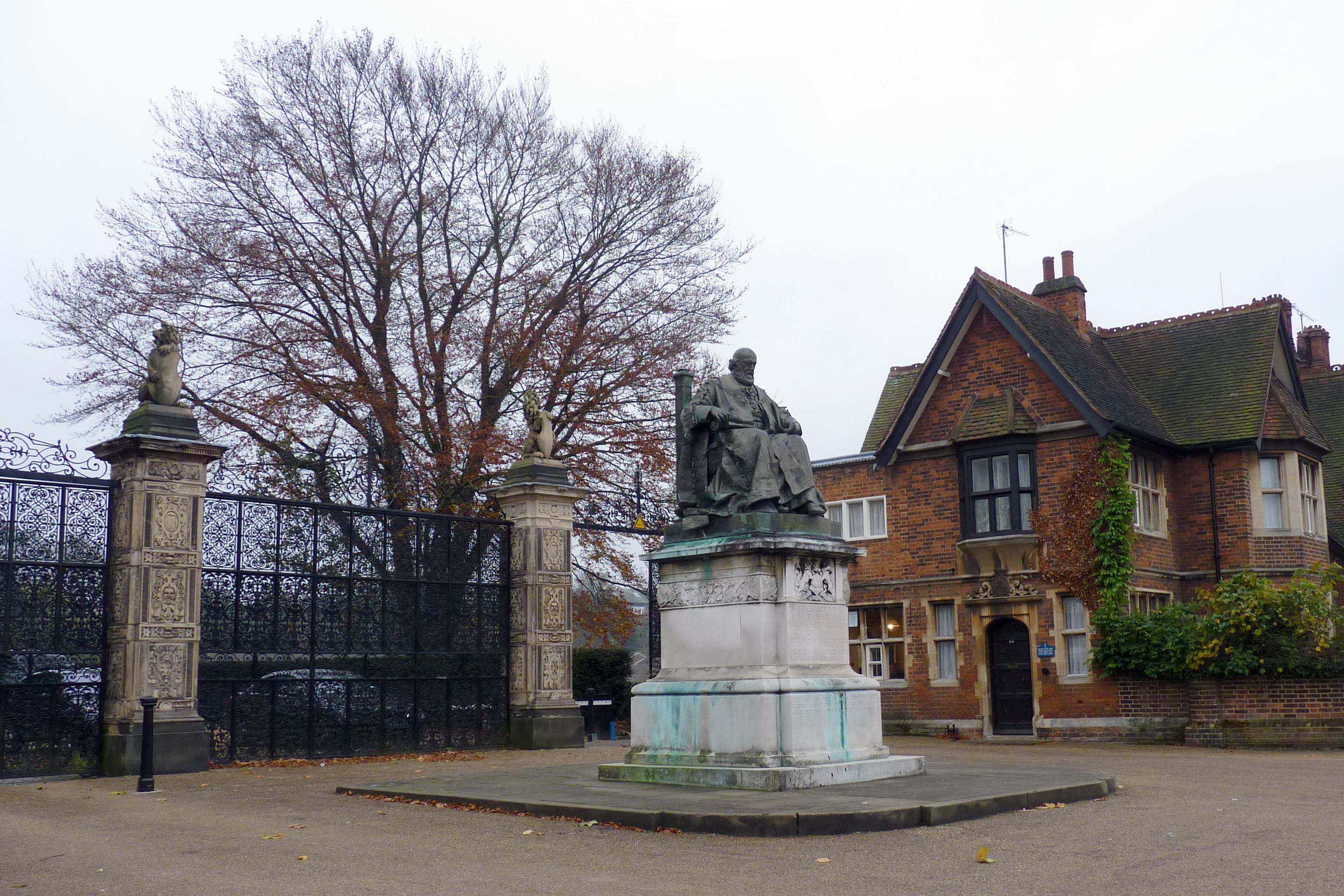
Estátua de Robert Gascoyne-Cecil, 3º Marquês de Salisbury, em frente aos portões do parque da Hatfield House

Hatfield tem um cinema Odeon com nove salas, uma casa senhorial (Hatfield House), um museu (Mill Green Museum), uma galeria de arte contemporânea (Art and Design Gallery), um teatro (The Weston Auditorium) e um local para apresentações musicais (The Forum Hertfordshire). Há shopping centers na nova cidade: o Galleria (shopping center coberto), o The Stable Yard (Hatfield House) e três supermercados (ASDA, ALDI e Tesco). Em 2022, Hatfield realizou seu primeiro mercado vegano, um evento realizado em várias cidades inglesas, na Hatfield House e agora realiza o mercado todo mês de junho e novembro. Durante o Veganuary [en] em 2023, os alunos da Universidade de Hertfordshire organizaram seu próprio mercado vegano.

## Educação
Hatfield tem várias escolas primárias e secundárias, incluindo a St Philip Howard Catholic Primary School, a Howe Dell Primary School, a Countess Anne School, a Onslow St Audrey's School, a Bishop's Hatfield Girls' School e a Queenswood School, uma escola independente para meninas, com internato e dia de aulas particulares; entre outras.
Além das áreas importantes da cidade, a Universidade de Hertfordshire também é incluída por muitos. Uma grande parte do terreno do aeródromo foi comprada pela universidade e o Campus de Havilland, no valor de £120 milhões, incorporando uma Vila Esportiva de £15 milhões, foi inaugurado em setembro de 2003. A universidade fechou suas instalações em Watford e Hertford; as faculdades situadas nesses locais foram transferidas para o Campus de Havilland.
A seção de equinos do Royal Veterinary College está sediada em Hatfield.

## Locais de interesse
- Hatfield House

- Memorial de Guerra de Hatfield

- The Forum Hertfordshire (local de música) Universidade de Hertfordshire. Em 2011, o videoclipe da música Lego House, de Ed Sheeran, com Rupert Grint, de Harry Potter, foi filmado em Hatfield. As filmagens ocorreram no local The Forum, localizado no campus College Lane da Universidade de Hertfordshire. As filmagens do vídeo ocorreram durante a apresentação de Sheeran no local em 8 de outubro de 2011. Muitos estudantes participaram das filmagens, pois constituíam a maior parte do público do Forum naquele dia.[23]

- Museu e moinho de água de Mill Green

- Art and Design Gallery (galeria de arte contemporânea) Universidade de Hertfordshire

- The Weston Auditorium (teatro e cinema) Universidade de Hertfordshire

- The Galleria[24]

- Hatfield Business Park, a antiga fábrica da de Havilland, mais tarde BAE Systems Hatfield, foi usada como locação para O Resgate do Soldado Ryan (filme) e Band of Brothers (série de TV).

## Transporte
Hatfield fica a 32 km ao norte de Londres. Fica a 23 km do Aeroporto de Londres Luton. A A1(M) passa por um túnel sob a cidade, que também fica perto da M25.
Nos séculos XVIII e XIX, era o terminal norte da Hatfield and Reading Turnpike, que permitia que os viajantes do norte continuassem sua viagem para o oeste sem passar pelo congestionamento de Londres.
A linha ferroviária da Costa Leste, de Londres a Iorque, passa pela cidade, separando as partes antiga e nova. Um serviço de transporte de passageiros conecta a estação ferroviária de Hatfield a King's Cross, em Londres. Uma nova estação de trem e um novo estacionamento foram inaugurados no final de 2015. O serviço frequente de trens vai direto da estação de Hatfield para Londres King's Cross (21 minutos) via Finsbury Park (16 minutos, linha Victoria do metrô) em trens rápidos que circulam duas ou três vezes por hora. Um serviço de trem adicional faz escala em todas as estações para Moorgate, na cidade de Londres.
Hatfield é bem servida por ônibus com serviços regulares para todas as cidades e vilarejos próximos e até o norte de Londres. Os serviços de ônibus são operados pela Uno, Arriva e Centrebus, que fazem parte da Intalink Partnership local.
Em outubro de 2000, ocorreu o acidente ferroviário de Hatfield, que chamou a atenção do público para as deficiências de manutenção dos trilhos. Um jardim ao lado da East Coast Main Line [en] foi construído como um memorial às vítimas do acidente.

## Mídia local
As estações de TV locais são a BBC London e a ITV London, recebidas do transmissor de TV Crystal Palace e do transmissor de retransmissão Hemel Hempstead. A BBC East e a ITV Anglia também são recebidas do transmissor de TV Sandy Heath.
As estações de rádio locais são a BBC Three Counties Radio em 90,4 FM, Heart Hertfordshire em 106,9 e Radio Verulam em 92,6 FM.
O Welwyn Hatfield Times é o jornal semanal local da cidade.

## Residentes de destaque

### Negócios
- Michael Birch (nascido em 1970), fundador da rede social BEBO, viveu em Hatfield.[30]

- Geoffrey de Havilland (1882–1965), fundador da De Havilland Aircraft Company[31]

- Jack Olding (Henry John Douglas Olding, fl. meados do século XX), importador de tanques e tratores da época da guerra, veio de Hatfield.[32]

### Música e dança
- Babe Ruth, uma banda de rock dos anos 1970, veio de Hatfield.[33]

- Colin Blunstone (nascido em 1945), dos Zombies, viveu em Hatfield.[34]

- Martin Carthy [en] (nascido em 1941), músico folk, nasceu em Hatfield.[35]

- Sandra Conley (nascido em 1943), bailarina principal do Royal Ballet[36]

- Donovan (nascido em 1946), músico folclórico, mudou-se para Hatfield aos 10 anos de idade e passou o resto de sua infância lá.[37]

- Barbara Gaskin (nascida em 1950), cantora pop, número 1 com "It's My Party".[38]

- George Martin (1926–2016), produtor musical dos the Beatles, viveu em Hatfield na década de 1950.[39]

- Alan Shacklock (nascido em 1950), músico pop e produtor de discos, viveu em Hatfield.[40]

- Sal Solo (Christopher Scott Stevens, nascido em 1961), cantor de rock, nasceu em Hatfield.[41]

- Mick Taylor (nascido em 1949), guitarrista dos Rolling Stones de 1969 a 1974, cresceu em Hatfield.[42]

- Tracey Thorn (nascida em 1962), vocalista da Everything But The Girl, nasceu em Hatfield,[43] e frequentou a Bishop's Hatfield Girls' School.[44]

### Política, nobreza e realeza
- Robert Cecil, 1º Conde de Salisbury [en] (c. 1563–1612), estadista[45]

- Robert Gascoyne-Cecil, 3.º Marquês de Salisbury (1830–1903), político conservador, viveu em Hatfield House[46] e foi enterrado na Igreja St. Etheldreda.

- Robert Gascoyne-Cecil, 5.º Marquês de Salisbury (1893–1972), político conservador[47]

- William Lamb, 2.º Visconde Melbourne (1779–1848), primeiro-ministro, foi enterrado na Igreja St Etheldreda.[48]

- Henry Temple, 3.º Visconde Palmerston (1784–1865), primeiro-ministro[49]

- Elizabeth Tudor (1533–1603), futura rainha, morou em Hatfield House (antigo palácio de Hatfield)[50]

- Malcolm Wicks (1947–2012), político do Partido Trabalhista e Ministro da Energia, nasceu em Hatfield.[51]

### Religião
- Walter Curle (1575–1647), Bispo de Winchester e apoiador próximo de William Laud, nasceu em Hatfield.[52]

- John Morton (c. 1420–1500), cardeal e bispo de Ely, construiu o Hatfield Old Palace.[53]

### Ciência e bolsa de estudos
- L. H. Sumanadasa (1910–1986), aviador e fundador da universidade, aprendeu a voar em Hatfield.[54]

- John Tradescant, o Velho (c. 1570s–1638), botânico, jardineiro e naturalista, foi jardineiro-chefe da Hatfield House[55]

- Michael Ventris (1922–1956), decifrou a escrita Linear B, morreu em Hatfield em um acidente de carro[56][57]

### Esportes
- Keith Abbis (nascido em 1932), jogador do Brighton & Hove Albion[58]

- Samir Carruthers (nascido em 1993), jogador do Sheffield United, morou em Hatfield.[59]

- Matthew Connolly [en] (nascido de 1987), zagueiro do QPR, morou e frequentou a escola primária em Hatfield.[60]

- Iain Dowie [en] (nascido em 1965), jogador do West Ham, gerente do QPR e comentarista da BBC, nasceu e cresceu em Hatfield e estudou engenharia mecânica no University of Hertfordshire.[61]

- Valentine Faithfull (1820–1894), jogador de críquete e clérigo de primeira classe, nasceu em Hatfield.[62]

- Rodney Marsh (nascido em 1944), jogador de futebol do QPR, é natural de Hatfield.[63]

- Francis Pember (1862–1954), jogador de críquete de primeira classe, nasceu em Hatfield.[64]

- Billy Joe Saunders [en] (nascido em 1989), campeão mundial de boxe WBO peso médio[65]

- Korey Smith (nascido em 1991) jogador de futebol do Bristol City, nasceu e cresceu em Hatfield[66]

### Palco, mídia e cinema
- Sanjeev Bhaskar (nascido em 1963), comediante e radialista, morou em Hatfield enquanto estudava na Hatfield Polytechnic.[67]

- John Cazabon (1914–1983), ator de teatro, cinema e rádio, nasceu em Hatfield.[68]

- Pippa Haywood (nascida em 1961), atriz de televisão, teatro e rádio, nasceu em Hatfield.[69]

- Diane-Louise Jordan (nascido em 1960), apresentador de televisão, cresceu em Hatfield.[70]

- David Kossoff (1919–2005), radialista e pai de Paul Kossoff, da banda de rock Free dos anos 1960, morava em Hatfield.[71][72]

- Derek Martin (nascido em 1933), ator conhecido especialmente pelo papel de Charlie Slater em EastEnders[73]

- Gerry Northam (nascido em 1947), apresentador de rádio e jornalista investigativo, nasceu em Hatfield.

- Guy Ritchie (nascido em 1968), diretor de cinema famoso por Snatch e Lock, Stock and Two Smoking Barrels, nasceu em Hatfield.[74]

- Letitia Dean, nascido em Hatfield.[75]

### Escrita
- Moniza Alvi (nascido em 1954), poeta e escritor, cresceu em Hatfield.[76]

- Barbara Cartland (1901–2000), autor de romances, viveu em Hatfield.[77]

- Geoffrey Drage (1860–1955), escritor de não ficção e político, nasceu em Hatfield.

- Nathaniel Lee (c. 1653–1692), poeta e dramaturgo, nasceu em Hatfield, onde seu pai era reitor.[78]

## Cidades e vilarejos próximos
- Bell Bar

- Borehamwood

- Brookmans Park [en]

- Colney Heath [en]

- Hertford

- Lemsford, vila dentro da paróquia civil de Hatfield

- Letty Green

- London Colney [en]

- Newgate Street, vila dentro da paróquia civil de Hatfield

- Potters Bar [en]

- St Albans

- Stevenage

- Watford

- Welham Green

- Welwyn Garden City [en]